# Pedipes ovalis
Pedipes ovalis is een slakkensoort uit de familie van de Ellobiidae. De wetenschappelijke naam van de soort is voor het eerst geldig gepubliceerd in 1849 door C. B. Adams.